# Les Collades (Cellers)
Les Collades és una partida de camps de conreu de secà, del terme municipal de Castell de Mur, dins de l'antic terme de Guàrdia de Tremp, al Pallars Jussà, en territori del poble de Cellers.
Estan situades uns 700 metres al nord-oest del poble de Cellers, al costat sud de la Masia de Tató, a l'esquerra del barranc de Moror. És al nord de Coscoller, al sud-est dels Mallols d'Agustí i al sud-oest de la Plana de Carrió.